# Kingdom Arena
El Kingdom Arena, originalmente Boulevard Hall, es un estadio cubierto de techo retráctil ubicado en la ciudad de Riad, Arabia Saudita. El recinto de usos múltiples alberga partidos de fútbol, baloncesto, tenis, boxeo y una serie de deportes y otros eventos diversos. El aforo para partidos de fútbol es de 26.000 espectadores, mientras que en el caso de otros eventos como conciertos alcanza los 40.000 espectadores.
En septiembre de 2023, Al Hilal Saudi firmó un acuerdo con la Autoridad General de Entretenimiento para jugar sus partidos en casa en el Boulevard Hall, lo que da al club un hogar permanente, ya que anteriormente jugó en el Estadio Rey Fahd, en el Estadio Príncipe Faisal bin Fahd y en el Estadio de la Universidad Rey Saúd.

## Proyecto
El nuevo estadio fue diseñado como un recinto íntegramente cerrado y ocupa una ubicación distintiva en la capital saudita, Riad. El estadio está considerado uno de los estadios más rápidos del mundo en construirse, según el sitio web Stadiumdb, que se especializa en estadios de fútbol en el mundo, ya que se construyó en un tiempo récord de 180 días (seis meses).
El edificio de techo retráctil permite que el lugar se pueda utilizar durante todo el año, el recinto cuenta con una altura exterior de 47 metros de altura y unas medidas exteriores de 220 × 150 m, posee entre otras cosas, 20 palcos VIP con capacidad para 350 personas. El lugar está equipado con tecnología de última generación, así como una pantalla de vídeo panorámica que rodea todo el interior, similar a las utilizadas en los estadios de baloncesto y hockey sobre hielo de Estados Unidos. El estadio cuenta con el sistema de iluminación más intenso de los estadios de Arabia Saudita y Oriente Medio, con un brillo de 3.000 lux.

## Nombre del estadio
El 29 de septiembre de 2023, el Príncipe Al Waleed bin Talal, propietario de Kingdom Holding Company, firmó un contrato y un pagó 25 millones de riales a la General Entertainment Authority, propietaria del estadio, según el cual el recinto cambia su nombre de Boulevard Hall a Kingdom Arena. El recinto será inaugurado en enero de 2024, con motivo del torneo Riyadh Season Cup.

## Eventos
En una primera fase el recinto estuvo listo justo a tiempo para la pelea de boxeo profesional entre el campeón del CMB Tyson Fury contra el ex-poseedor del título de peso pesado de la UFC Francis Ngannou el 28 de octubre de 2023.
Como estadio para el fútbol fue inaugurado el 29 de enero de 2024, con el partido entre el Al Hilal Saudi y el Inter de Miami de Estados Unidos, en el marco de la Riyadh Season Cup.